# Bahnhof Hilders

Der ehemalige Bahnhof Hilders liegt in Hilders im Landkreis Fulda in Hessen. Er war einst Knotenpunkt dreier Strecken nach Götzenhof, Vacha und Wüstensachsen.

## Geschichte
Am 12. Dezember 1890 wurde der Abschnitt Bieberstein – Hilders der „Rhönbahn“ genannten Bahnstrecke Götzenhof-Hilders feierlich eröffnet. Ein halbes Jahr später wurde am 1. Juni 1891 auch die Verlängerung der Strecke in nördliche Richtung im Tal der Ulster nach Tann (Rhön) für den Verkehr freigegeben. 1909 erfolgte der Lückenschluss mit der Ulstertalbahn zwischen Geisa und Tann. Damit bestand eine durchgehende Verbindung ins Werratal, das sich zu einem Schwerpunkt der Kaliindustrie (Werra-Kalirevier) entwickelt hatte.
Ab 1907 gab es Planungen, von Hilders eine Verbindung nach Wüstensachsen herzustellen, um den dortigen Braunkohleschacht St. Barbara bei Melperts und den Basaltabbau bei Seiferts an das Schienennetz anzubinden. Trotz des Ersten Weltkrieges wurde das Bahnprojekt 1914 bis 1916 realisiert, da Bedarf an den genannten Rohstoffen bestand, wenngleich die Kohlegrube nicht die erhoffte Ausbeute brachte. Im Zuge der Bauarbeiten wurde der Bahnhof Hilders erheblich ausgebaut und Umsteigemöglichkeiten zwischen Ulstertal- und Rhönbahn geschaffen. Die Strecke von Hilders nach Wüstensachsen ging am 1. Februar 1916 in Betrieb.
Nach Ende des Zweiten Weltkrieges, den der Bahnhof Hilders weitgehend unbeschädigt überstanden hatte, war die Ulstertalbahn ab Juli 1945 an der Zonengrenze zwischen Günthers und Motzlar unterbrochen und die Strecke im Ulstertal von Hilders über Tann nach Günthers verlor entsprechend massiv an Bedeutung. Auch für den Bahnhof Hilders bedeutete dies einen starken Rückgang der Beförderungsleistungen.
Aufgrund des sich ständig verschlechternden Zustandes der Gleisanlagen fuhr letztmals am 25. September 1966 ein Personenzug von Hilders nach Wüstensachsen, anschließend erfolgte die Bedienung dieses Abschnittes im Schienenersatzverkehr. Zum 1. März 1970 endete der Schienenersatzverkehr, gleichzeitig mit dem Güterverkehr zwischen Seiferts und Wüstensachsen. Am 27. September 1986 wurde schließlich auch der Personenverkehr von Götzenhof nach Hilders eingestellt. Güterverkehr fand noch bis Ende 1992 bis Seiferts statt; die komplette Stilllegung der Bahnstrecke Götzenhof–Seiferts erfolgte am 31. Juli 1993. Die Reste der einst umfangreichen Gleisanlagen des Bahnhofs wurden im November 1995 abgebaut.

## Empfangsgebäude
Das 1891 in Betrieb genommene Empfangsgebäude ist baugleich, jedoch spiegelbildlich mit dem des Bahnhofes Tann (Rhön). Das aus Ziegelsteinen gemauerte Bauwerk ist mit zahlreichen Erkern und Zinnen versehen. Das Gebäude ist in Privatbesitz. Es wurde nach 2002 denkmalgerecht saniert und dient als Wohnhaus. Auf einem verbliebenen Gleisstück ist ein Schienenbus der Baureihe VT 98 abgestellt, wie er bis zur Streckenstilllegung im Personenverkehr nach Hilders im Einsatz war.